# 库边斯科耶农村居民点 (沃洛格达区)
库边斯科耶农村居民点（俄语：Кубенское сельское поселение）是俄罗斯联邦沃洛格达州沃洛格达区所属的一个农村居民点。其下辖有208个居民点，行政中心为库边斯科耶。据2015年统计，该农村居民点的人口为6053人。